# Baykara
Baikara, Baykara o Baïkara (1392/1393-1417/1417 o 1423) fou un príncep timúrida, net de Tamerlà i fill d'Umar Xaikh (que va morir el 1391, abans que Tamerlà).
A la mort del seu avi el febrer del 1405 tenia dotze anys i sembla que fou enviat a Balkh fins al 1409 quan va rebre de Xah Rukh (1405-1447) els feus de Luristan, Hamadan, Nihawand i Burudjird (177). Baykara va arribar a la regió el 1410, just quan Iskandar i Rustem s'estaven disputan l'Iraq Ajamita. Baykara va donar suport a Rustem i junts van assetjar la fortalesa de Destjerd on hi havia alguns amirs d'Iskandar. De sobte van saber que Iskandar estava a Kasr Zer i avançava ràpid; Rustem es va dirigir corrent cap a Esfahan però Iskandar també avançava molt ràpid. Rustem es va enfrontar amb el seu germà Iskandar però fou derrotat i va haver de retirar-se cap a Esfahan mentre Iskandar va acampar a prop de la ciutat que va acabar ocupant.
El 1414 Xah Rukh va marxar contra Esfahan. Baykara va combatre al costat d'Iskandar però es va adonar de les injustícies que aquest cometia. Després de la derrota d'Iskandar, Xah Rukh va decidir fer entrega en feu (soyurgal) a Baykara, que havia destacat als combats i al qual l'emperador tenia molt d'afecte, el govern d'Hamadan, les fortaleses de Burudjird i Nihawand i l'alta autoritat sobre Luristan de les que no havia pogut gaudir (a més de diversos consells sobre la manera de governar amb justícia)
El príncep Rustem, nou amo d'Esfahan, va fer cegar a Iskandar o al menys ho va tolerar. Xah Rukh ho va desautoritzar i va fer conduir al príncep cec a la seu de govern de Baykara a Hamadan. Però Iskandar volia venjança i feia tot el possible per promoure l'agitació, i tot i ser cec era molt hàbil i enginyós en intrigues.Es va produir la defecció de Sad Vaccas cap a Kara Yusuf i li va semblar una ocasió oportuna. Va alertar al seu germà petit que allà on eren estaven en perill davant els turcmans i que si els atacaven no podrien fugir. Baykara, no especialment intuitiu, es va deixar seduir per un projecte polític consistent en anar a Siraz i apoderar-se d'aquesta capital. Iskandar i Baykara van sortir cap a Siraz, però un servidor d'Iskandar, Murad Tilbet, va desertar i es va dirigir a Esfahan on va revelar els plans a Rustem. Aquest va enviar un contingent per tallar la ruta i va trobar a les forces dels dos germans a Jerbadekan, les van atacar i Iskandar va caure presoner i fou enviat a Esfahan i portat davant de Rustem. Baykara no va saber que fer i no va ni seguir endavant ni tornar endarrere, restant uns quants dies aturat a Kendeman. Ibrahim Sultan, el fill de Xah Rukh al que s'havia donat el govern de Fars, ja assabentat, va reunir consells dels amirs, i va ordenar empresonar a tots els antics servidors d'Iskandar que eren a Siraz i els va enviar al Khurasan sota la vigilància d'un guardià.
Però aquests homes entre els quals hi havia Sunej Khoja, Ardewan i Mezid Baixlik, quan eren a un lloc anomenat Khan Habeix (entre Abarkuh i Maixad-Maderi), van matar el seu custodi i van fugir a Kendeman i es van reunir amb Baykara al que van reprotxar la seva inactivitat i el van instigar a seguir la marxa. Baykara els va escoltar i va reprendre la marxa cap a Siraz. Ibrahim Sultan ja havia fet tots els preparatius i va sortir a l'encontre dels seus rivals; els dos exèrcits es van trobar a la rodalia de Baiza; alguns dels oficials d'Ibrahim com Xaikh Txehereh, Masud Xah i Xul entre d'altres, es van passar a Baykara al que també donava suport la població. Ibrahim va haver de retirar-se; va passar breument per Siraz a la nit per emportar-se a la seva mare Tuti Agha i part del tresor i al dia següent estava a Abarkuh. El 17 de juny de 1415 Baykara va arribar a Siraz a la porta de Istakhr; els sayyids, els cadis, els notables i els kuloi (bazarís), com que estaven sense sobirà, van sortir a demanar a Baykara que entrés a la ciutat. Quan Rustem va saber que Baykara ja era a Siraz i estava al front del govern del Fars, va fer matar el seu germà Iskandar, com verdader instigador dels fets
Xah Rukh va enviar a l'amir Jalal al-Din Firuz Xah amb forces d'elit amb ordres de reunir-se amb Ibrahim Sultan i conjuntament posar fi a la situació. A l'amir Ghiyath al-Din Xah Malik el va enviar a Rayy per reunir-se amb les tropes de la regió. L'amir Xaikh Lukman Barles va rebre l'encàrrec de reagrupar tropes disseminades a les províncies de Khuttalan, de Kunduz i Bakelan i districtes veïns. El 2 de setembre de 1415 Xah Rukh va sortir d'Herat
Xah Rukh estava a Nixapur i d'allí va passar a Bistam. Una ordre imperial va ordenar a tots els amirs reunits a Rayy d'agafar el camí de Siraz. Un correu va anar a Abarkuh per ordenar a Firuz Xah d'anar a Koixkizerd o Kasri Zerd (Castell Groc) per trobar-se amb Ibrahim Sultan i allí reunir-se amb els diversos amirs que anàvem cap allí per marxar junts cap a Siraz.
Quan Baykara va saber que l'exèrcit imperial s'acostava va començar a dubtar. Estava persuadit de que no seria atacat i que els rumors d'un atac nomes eren per espantar-lo. Però poc després Ibrahim va aparèixer a la rodalia de Siraz i Baykara es va tancar a la ciutat. L'exèrcit imperial va passar per Qom i Kaixan i va arribar a Esfahan el 4 de novembre de 1415 i a Siraz el 15 de novembre de 1415; un campament es va establir a la plana de Maidani Saadet. Baykara va enviar un correu a Baysunkur demanant-li intercedir per ell; aquest príncep en va parlar al seu pare i li va oferir la submissió de Baykara que aniria personalment a la cort; Xah Rukh va acceptar. El 17 de novembre a la nit Baykara va sortir de Siraz i es va presentar al campament imperial, on se li va concedir l'honor de baixar la ma de l'emperador; fou perdonat; només dos a tres persones foren executades. Baykara fou enviar a Kandahar i Ghermsir com a convidat de Qaydu ibn Pir Muhammad.
Baykara, asilat a Kandahar, es va aliar amb grups d'homes turbulents i va planejar un atac contra Qaydu. Aquest assabentat el va fer detenir i va fer matar tots els sediciosos deixant només a Baykara carregat de cadenes, a disposició de Xah Rukh. Eren moltes rebel·lions protagonitzades per prínceps, i alguna d'elles podia acabar malament o destruir l'estat. La raó d'estat aconsellava eliminar els prínceps rebels per evitar futures rebel·lions i per servir d'exemple, però Xah Rukh, que els tenia afecte, va decidir enviar a Amirak a la Meca; Alamghir seria embarcat a la mar i aniria allà on la fortuna el portés. La sort de Baykara es incerta: una versió diu que va poder anar a l'exili a l'Índia (al lloc que elegís) on ja no se'n torna a parlar; segons un altre relat fou enviat a Samarcanda on fou assassinat per instigació d'Ulug Beg (sultà a Samarcanda 1409-1449); i un tercer relat el fa morir a la mateixa cort de Shahrukh a Herat. La data de la seva mort se situa entre el 1417 i el 1423.
Un net seu, Baykara Mirza, fill de Ghiyath al-Din Mansur i germà de Sultan Husayn Mirza (1459-1506), fou per un temps governador de Balkh.

## Família

### Esposes i concubines
- Biki Sultan, fill de Miran Shah i vídua del seu germà Iskandar;
- Qutlugh Tarkhan, descendent d'Eljigidey, kan de Txagatai
- Adil Sultan Agha Qaraunas, vidua del seu germà Pir Muhammad
- Afaq Agha
- Mihr Nush Agha
- Mihr Nigar Agha
- La'l Beh
- Una filla d'Hamza Tarkhan (cunyat de Xah Rukh)

### Fills
- Amb Biki Sultan
  - Sa'adat Sultan
  - Fatima Sultan
- Amb Qutlugh Tarkhan
  - Mansur Mirza (+ 1446)
    - Sultan Husayn Baykara
      - Badi al-Zaman
        - Muhammed Mumin
        - Muhammad Zaman Mirza

      - Muzaffar Hussein
      - Ibrahim Hussein

  - Darvix Muhammad
  - Muhammad Badi
  - Muhammad Muzaffar
  - Shahrbanu
  - Mihr Nigar
  - Bayqara Mirza II (*1487)
  - Aka Biki
  - Badi al-Jamal
  - Sultan Husayn Bayqara Mirza (1438–1506)
  - Urun Sultan Khanum
  - Muzaffar (+ 1428/1429)
- Amb Adil Sultan Agha Qaraunas
  - Muzaffar Mirza
  - Maryam Sultan Bike
- Amb Afaq Agha
  - Muhammad
    - Sultan Uways
    - Zubayda Sultan
    - Sa'adat Sultan
- Amb Mihr Nush Agha
  - Timur Beg
- Amb Mihr Nigar Agha
  - Ahmad Qara
- Amb La'l Beg
  - Sa'adat Sultan
- Amb la filla d'Hamza Tarkhan
  - Khand-Sultan Biki